# Cobitis lutheri
Cobitis lutheri är en fiskart som beskrevs av Rendahl, 1935. Cobitis lutheri ingår i släktet Cobitis och familjen nissögefiskar. Inga underarter finns listade i Catalogue of Life.